# Albrecht Josefsen
Albrecht Josef Ananias Lars Mikael Josefsen (* 20. März 1857 in Maniitsoq; † 11. November 1921 in Niaqornat) war ein grönländischer Katechet und Landesrat.

## Leben
Albrecht Josefsen war der Sohn von Enok Esra und seiner Frau Sara Maria. Sein Großneffe war der gleichnamige Fischer und Landesrat Alibak Josefsen (1925–1987).
Albrecht wurde in Maniitsoq in Südgrönland geboren, zog aber später nach Nordgrönland, wo er in Niaqornat als Katechet tätig war. Von 1911 bis 1916 saß er im ersten nordgrönländischen Landesrat. Er starb 1921 im Alter von 64 Jahren in Niaqornat vermutlich an einem Herzinfarkt.